# 豹 (乐队)
潘特拉合唱團（英語：Pantera）是一支来自美国德克萨斯州阿灵顿的重金属乐队。该乐队在1981年由阿博特兄弟创立，创始成员包括鼓手维尼·保罗，吉他手戴姆拜格·达雷尔和主场泰瑞·戈列兹。贝斯手雷克斯·布朗于次年加入乐队，并替代了原临时贝斯手汤米·D·布拉德佛德。在乐队早期时，他们作为华丽金属乐队在1980年代发行了四张专辑。为了寻求更新潮、更重的音乐，乐队在1986年底招募了新主唱菲尔·安塞尔莫来代替戈列兹，并于1988年发行了专辑《力量金属》。凭借第五张专辑《地狱牛仔》，乐队开创了蛊戮金属流派，之后于1992年发行的专辑《力量的粗暴展示》则展现出了更重的音乐风格。1994年的《超速驾驶》首次登上了《公告牌》二百强专辑榜第一名。他们不仅对蛊戮金属流派作出了贡献以外，同时还与神碑合唱团和机械头乐团被认为是20世纪90年代中早期的第二波激流金属浪潮中的重要成员。
当安塞尔莫在1995年对海洛因成瘾时，乐队中的紧张气氛开始浮现，他在1996年的一次过量用药后几乎逝世。这种紧张局势使得1996年的专辑《伟大南方时尚杀手》的录音过程只能断断续续地进行。持续的紧张气氛又存在了7年，这7年间乐队只录制了一张录音室专辑，即2000年的《浴火重生》。乐队于2001年陷入了中断状态，最终因交流困难，以及其他人认为安塞尔莫不会再归队的原因，由阿博特兄弟在2003年解散。
阿博特兄弟之后组建了毁灭计划，而安塞尔莫也继续进行几个相关项目，包括向下沉沦，布朗也随之加入。而2004年12月8日达雷尔在俄亥俄州哥伦布市进行乐队毁灭计划的演出时，被一名精神异常的歌迷枪杀，这之后，重组乐队就没有任何可能了。保罗也因心脏病于2018去世，乐队原阵容目前中仅有戈列兹和布朗两人在世了。

## 历史

### 初建时期和早期的华丽金属阶段
(1981-1985)

乐队原名为双子座，在改名为潘特拉之前曾改名为不朽，当时乐队由鼓手维尼·保罗·阿博特，主音吉他手戴姆拜格·达雷尔·阿博特(当时名为戴蒙德·达雷尔)，节奏吉他手泰瑞·戈列兹组建，这个阵容还包括了两名非正式成员，主唱唐尼·哈特和贝斯手汤米·D·布拉德佛德。1982年，哈特离队，戈列兹成为主唱。之后戈列兹不再担任节奏吉他手，戴姆拜格成为了唯一的吉他手，他同时承担了主音部分和节奏部分两部分的演奏。该年晚些时候，贝斯手布拉德佛德被雷克斯·布朗代替(之后被称作雷克斯·洛克)。潘特拉乐队之后成为了一支非常热门的地下乐队，尽管他们当时的巡演从没有超出过德克萨斯州，俄克拉荷马州和路易斯安那州的范围。乐队开始为类似的重金属和华丽金属乐队担任暖场乐队，比如鞭伤圣徒、多肯和悄声暴动。这促使乐队推出了首张专辑《金属魔力》。该专辑于1983年发行，与出品它的公司同名，专辑由阿博特兄弟的父亲，杰瑞·阿博特于潘蒂戈录音室制作。